# Hans Fleischer (Fahrzeugdesigner)
Hans Fleischer (* 25. Februar 1919 in Eisenach; † 13. April 1986 ebenda) war ein deutscher Automobilkonstrukteur und Fahrzeugdesigner, der für das BMW- und spätere Automobilwerk Eisenach tätig war.

## Leben und Wirken

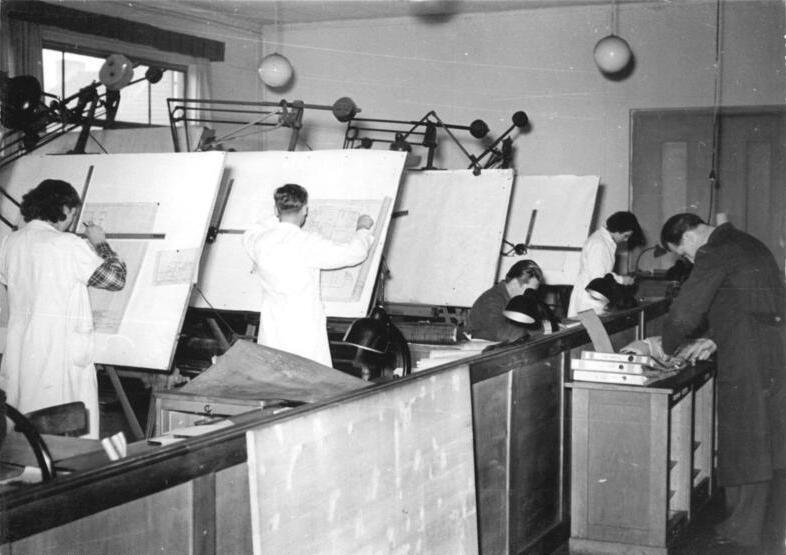
Das Konstruktionsbüro des Automobilwerks Eisenach (1953)

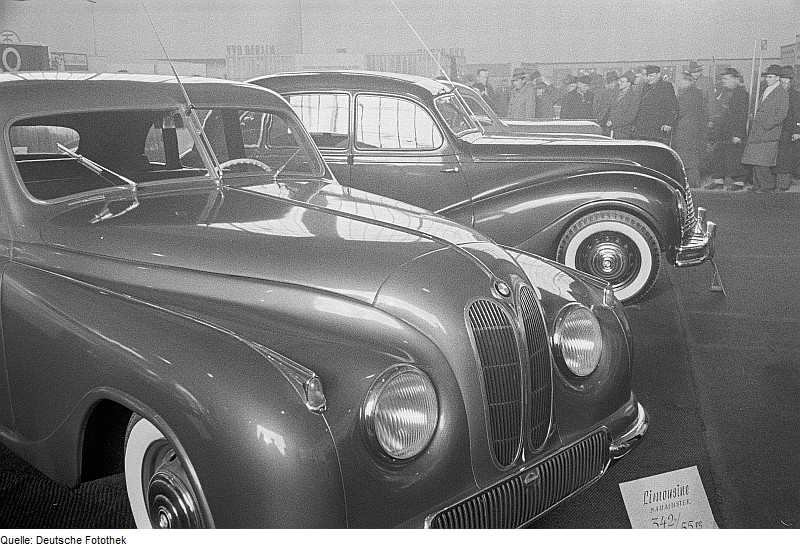
Als Messeneuheit präsentiert, aber nie in Serie gebaut: Der BMW 342 (1951)

Hans Fleischer wurde 1919 in Eisenach geboren, wo er die Ernst-Abbe-Schule und die Zeichenschule von Peter Paul Draewing besuchte. Er absolvierte nach seinem Schulabschluss eine Lehre als Maschinenschlosser im örtlichen BMW-Werk. Sein Arbeitgeber wurde früh auf sein Zeichentalent aufmerksam und setzte ihn im Konstruktionsbüro des Werkes ein. 1939 wurde er zum Militärdienst eingezogen, wurde im Zweiten Weltkrieg zweimal schwer verwundet und geriet in Kriegsgefangenschaft. Der Krieg machte seine Pläne, ein Studium in Berlin aufzunehmen, zunichte. 1945 kehrte er in seine Heimatstadt zurück und arbeitete ab 1947 in der Konstruktionsabteilung im Eisenacher Automobilwerk.
Hier wirkte er an der Entwicklung des EMW 340 und dem Entwurf des auf der Leipziger Messe 1951 vorgestellten Nachfolgers BMW 342 mit, der aber nicht in Serie gebaut wurde. Eine Einzelanfertigung blieb auch der von Fleischer entworfene Roadster BMW 340/1, der auf der Leipziger Frühjahrsmesse 1949 als neues Sportfahrzeug vorgestellt wurde.
1953 gestaltete Fleischer die Außenform des EMW 311, der als Wartburg 311 als Limousine sowie mit seinen Karosserievarianten Camping und 313-1 nach Fleischers Entwürfen in Serie gebaut wurde. Auf der Imported-Car-Show 1958 in New York wurde der Wartburg 313 als „Schönster europäischer Pkw“ prämiert.
Die von der Politik vorgegebenen Beschränkungen des Automobilbaus in der DDR vereitelten die Weiterentwicklung der Automobilmarke Wartburg weitgehend. Nicht verwirklicht wurden unter anderem Fleischers Entwürfe für den Wartburg 313/2 von 1959, einen Hardtop-Sportwagen als Nachfolger des 313-1 mit Viertakt- statt Zweitaktmotor, den Wartburg 312/k von 1962, der wie der Trabant 600 mit Kunststoff-Verkleidung ausgeführt werden sollte, sowie der 360/2 von 1974 mit selbsttragender Karosserie und Viertaktmotor. Vom potentiellen Nachfolger des Wartburg 353, dem Wartburg 355, wurden nur 4 Prototypen gefertigt. Auch Fleischers Designentwurf eines Nachfolgemodells der EMW R 35 wurde nicht realisiert, weil die Politik die Einstellung der Motorradproduktion in Eisenach beschloss.
Über die Urheberschaft des Designs des Wartburg 353 herrscht seit 1967 bis in die Gegenwart ein Streit, ob es Fleischer oder Karl Clauss Dietel maßgeblich entwickelt hat.
Hans Fleischer ging 1984 in den Ruhestand und starb 1986 nach kurzer schwerer Krankheit im Alter von 67 Jahren.

## Galerie

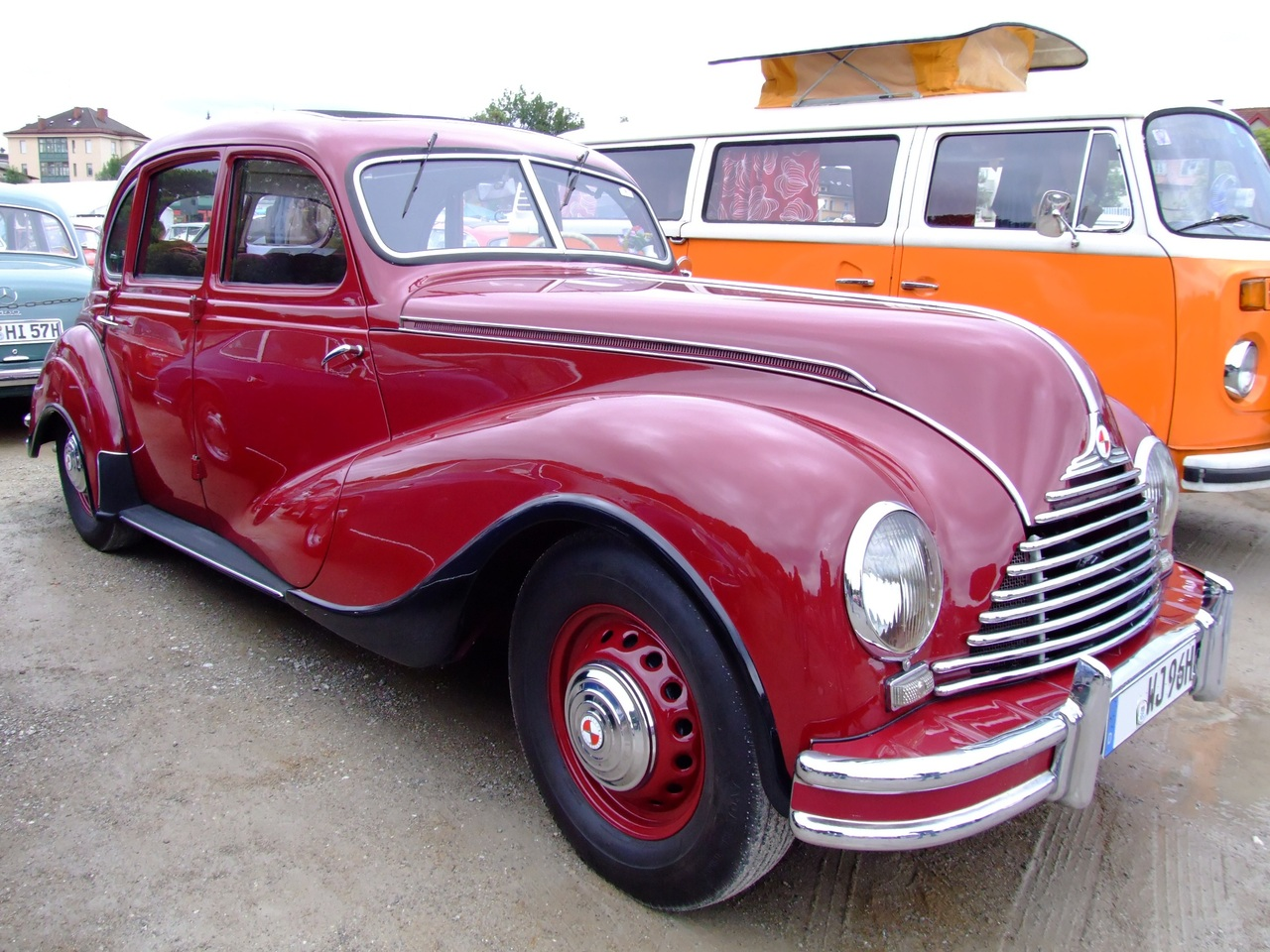
BMW/EMW 340/2 (ab 1949)
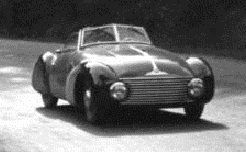
BMW 340-1 Roadster (Prototyp, 1949)
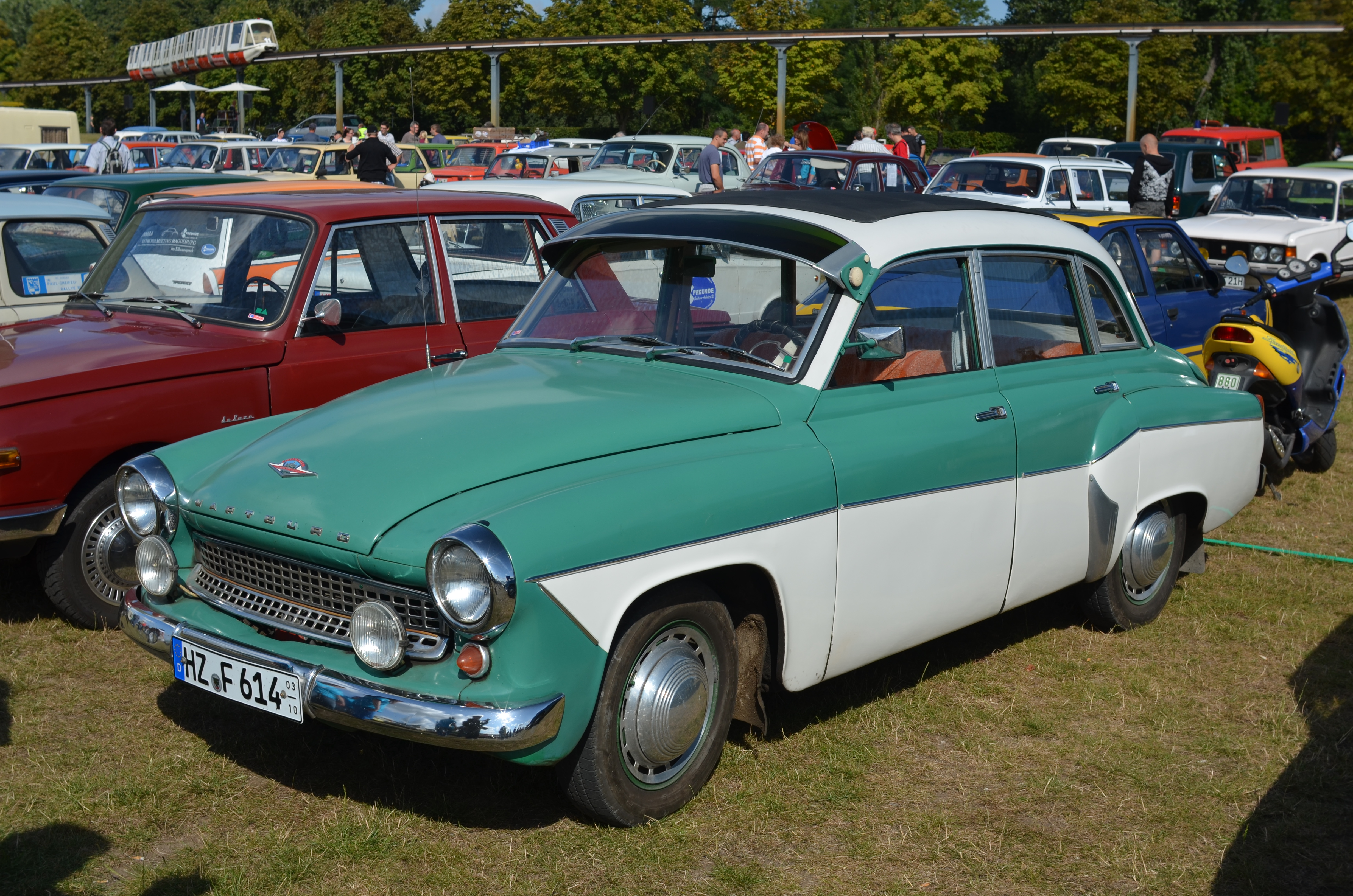
Wartburg 311/1 (ab 1955)
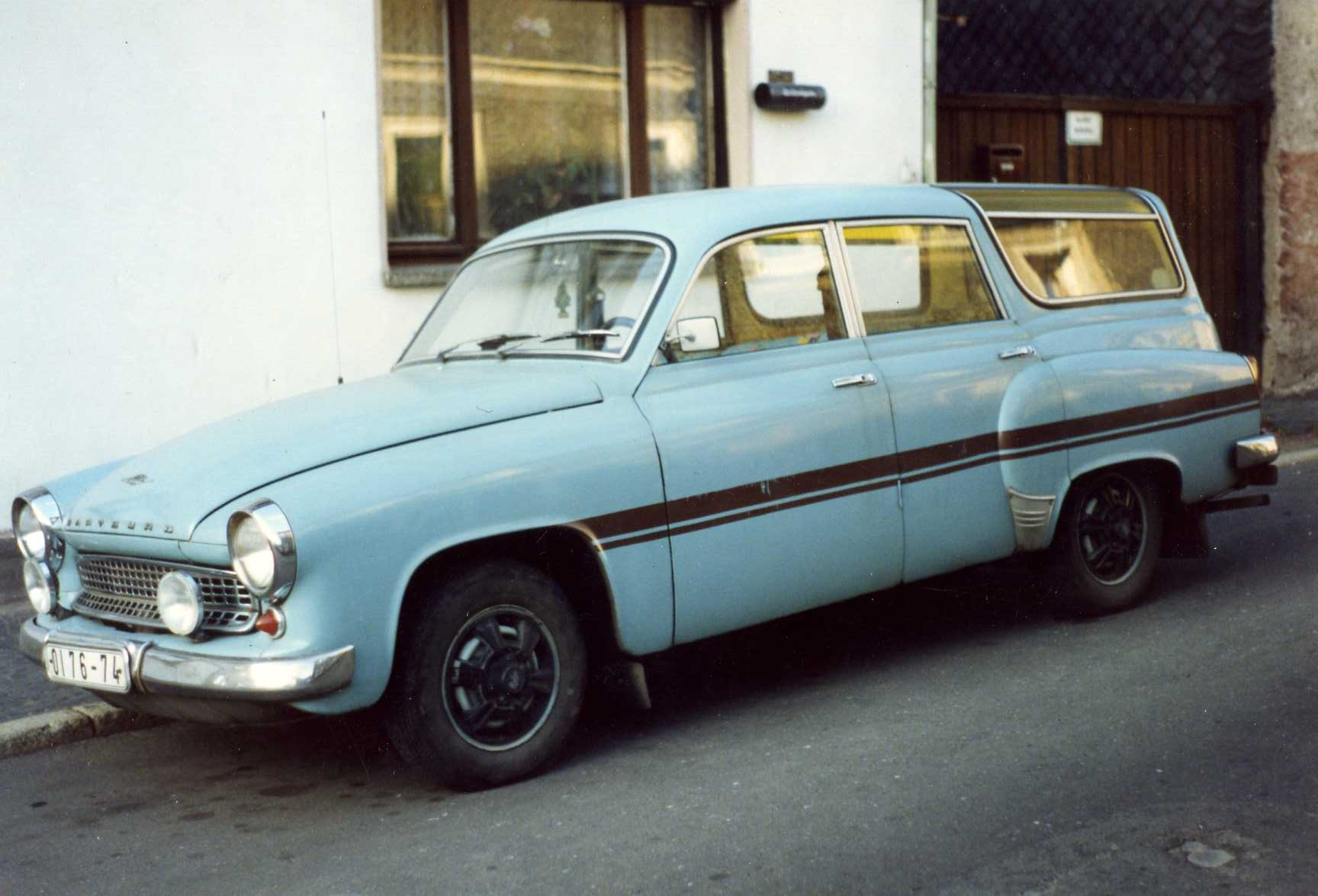
Wartburg 311/5 Camping
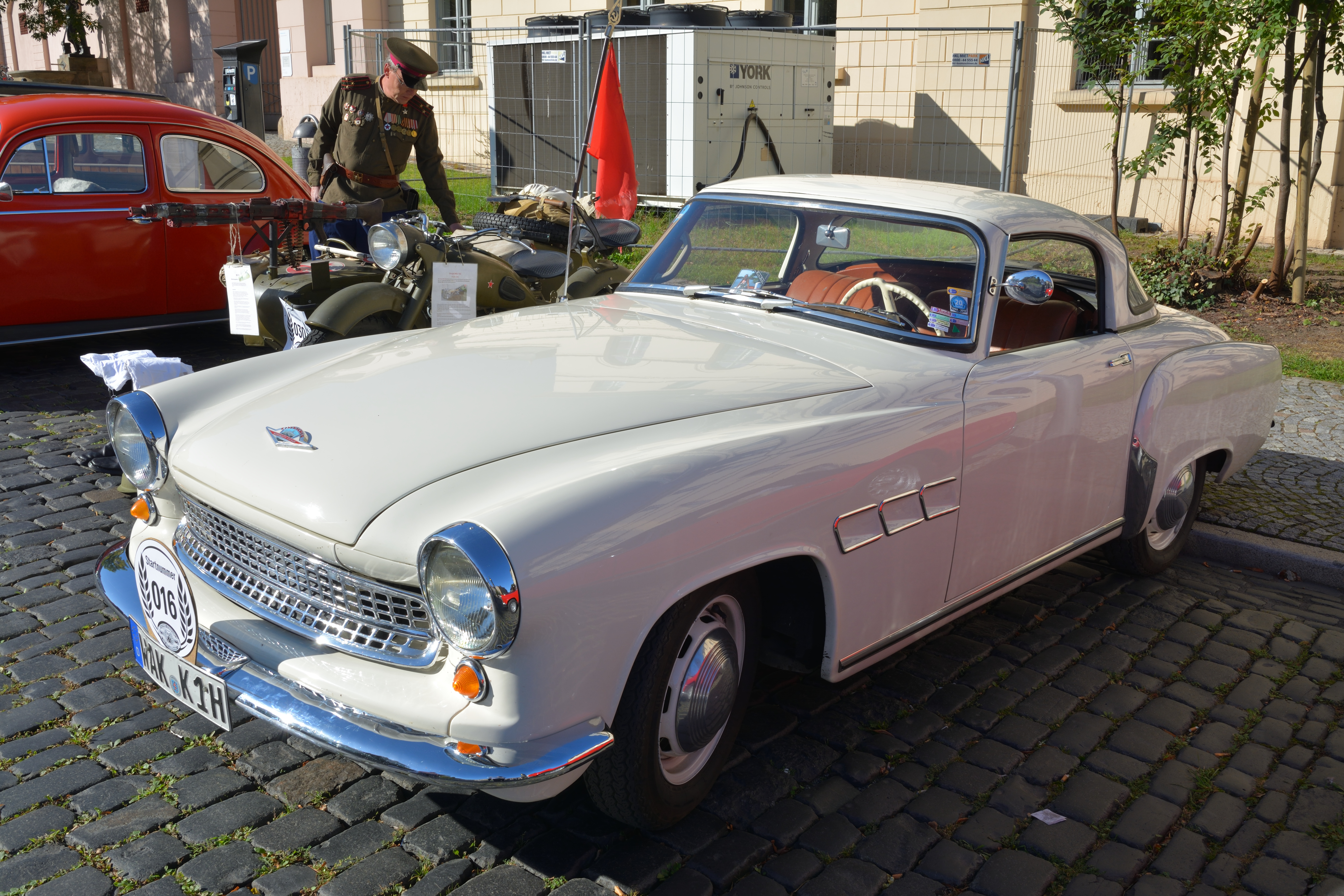
Wartburg 313-1 Hardtop (1957)
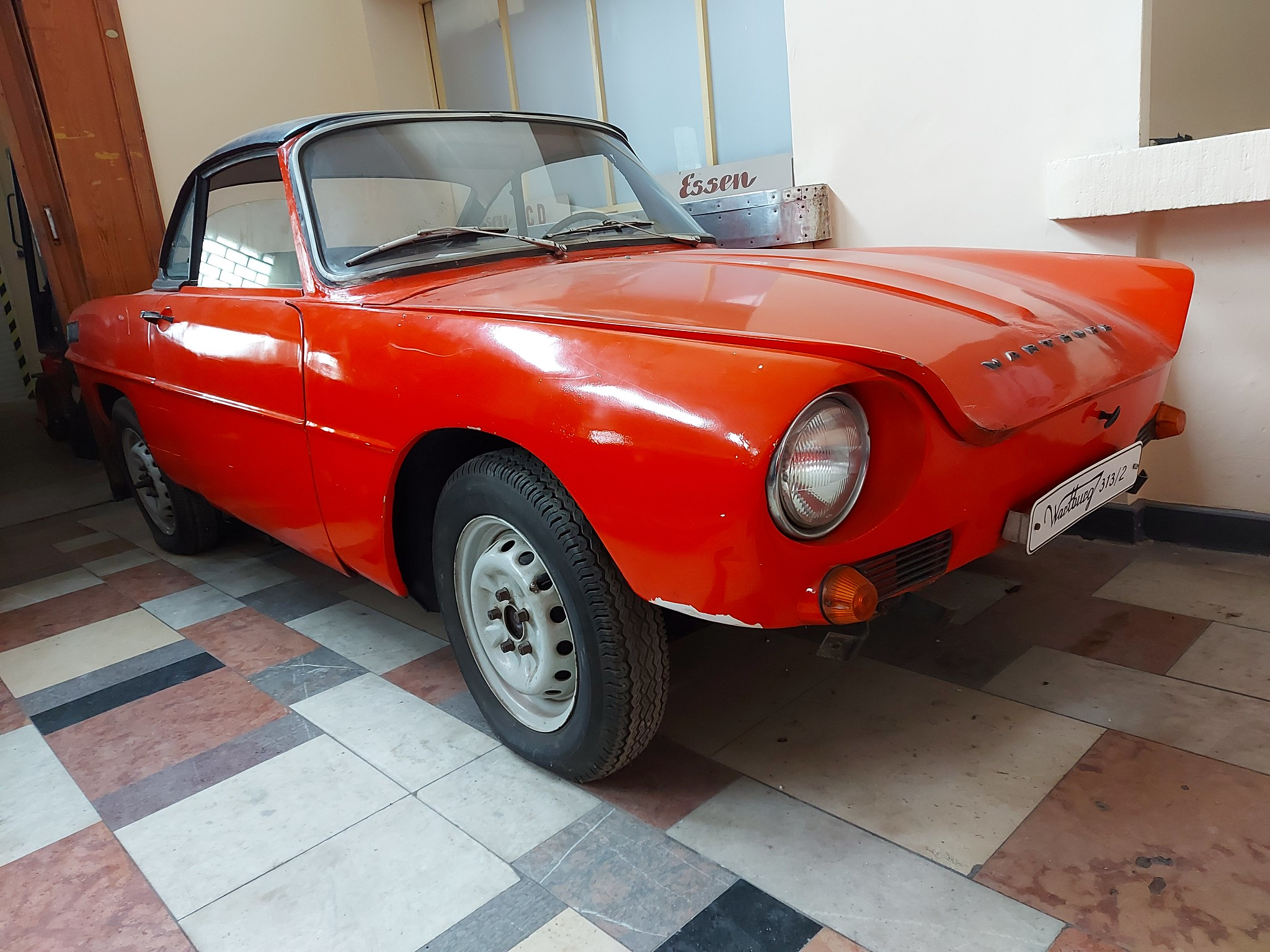
Wartburg 313-2 (Prototyp, 1959)
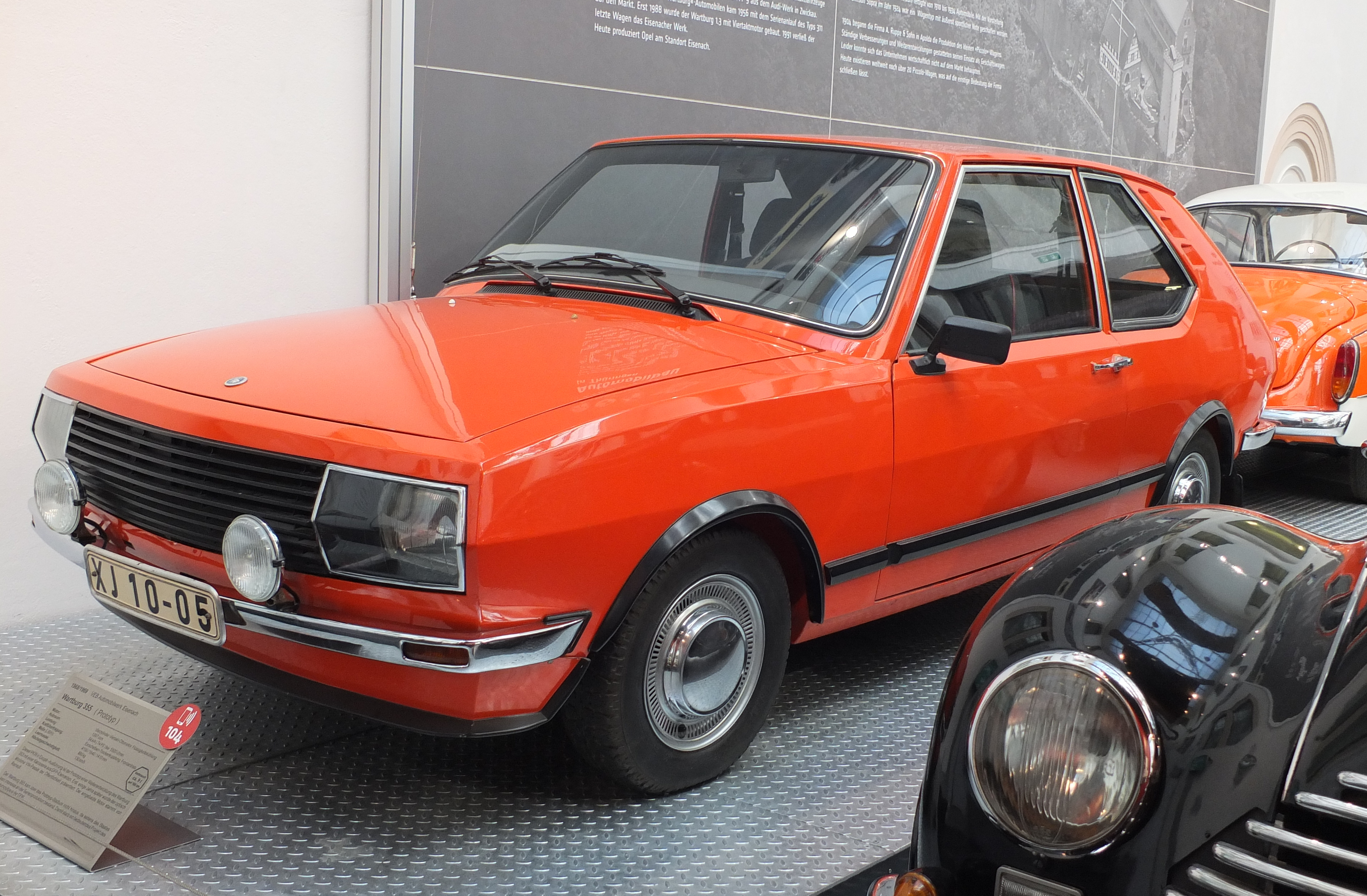
Wartburg 355 (Prototyp, 1977)

## Ehrungen
Ein von Fleischer entworfener Wartburg 311 wurde 2003 auf einer Briefmarke der Deutschen Post abgebildet.
Das AWE-Museum automobile welt eisenach widmete Fleischer vom 26. Februar 2019 bis 31. Oktober 2019 anlässlich seines 100. Geburtstages eine Sonderausstellung von ihm gestalteter Fahrzeuge und Prototypen. In der Sonderschau waren neben von Fleischer gestalteten und mitgestalteten Fahrzeugen der Typen EMW 340-2, Wartburg 311-0, 313-1, 353 und dem Prototyp 355 erstmals auch viele Modelle im Maßstab 1 : 10 und 1 : 5 zu sehen, die nie gebaut wurden.